# شيرة كي
شيرة كي هي قرية في مقاطعة سلماس، إيران. يقدر عدد سكانها بـ 438 نسمة بحسب إحصاء 2016.